# Gana
Gana (oficialmente República do Gana; em inglês: Republic of Ghana) é um país da África Ocidental, limitado a norte pela Burquina Fasso, a leste pelo Togo, a sul pelo Golfo da Guiné e a oeste pela Costa do Marfim. A capital e maior cidade do Gana é Acra. A palavra Gana significa "guerreiro" e é derivada do nome do antigo Império do Gana.
O Gana foi habitado em tempos pré-coloniais por antigos reinos dos acãs como o Reino Bono e o Império Axânti. Antes do contato com os europeus, o comércio entre os acãs e vários estados africanos floresceu devido à riqueza do ouro acã. O comércio com os países europeus começou após o contato com o Império Português nos séculos XV e XVII. Os ingleses estabeleceram a Costa do Ouro como colônia em 1874.
A Costa do Ouro alcançou a independência do Reino Unido em 1957, e se tornou a primeira nação africana a fazê-lo do colonialismo europeu. O nome "Gana" foi escolhido para a nova nação para refletir o antigo Império do Gana, que se estendia por grande parte da África Ocidental.
O Gana é um membro da Zona de Paz e Cooperação do Atlântico Sul, a Organização das Nações Unidas, a Comunidade das Nações, a União Africana, a Comunidade Econômica dos Estados da África Ocidental e um membro associado da Francofonia. Gana é um dos maiores produtores de cacau do mundo e é também aonde se situa o Lago Volta, o maior lago artificial do mundo em superfície.

## Etimologia

Localização do ancestral Império do Gana.

A palavra Gana significa Guerreiro Rei (em inglês: "Warrior King") e foi o título concedido aos reis do Império do Gana, no Oeste Africano medieval.
Geograficamente, o Império do Gana era de aproximadamente 500 milhas (equivalente à 800 km) ao norte e oeste do atual Gana, e governou territórios na área do Rio Senegal e leste em direção ao Rio Níger, na moderna Senegal, Mauritânia e Mali.
Segundo os griôs, após o Império do Gana ter sido dominado pelo Império do Mali, o povo de Gana fugiu para o sul, tentando manter suas tradições religiosas e não se converterem ao Islã, esta seria a origem mitológica do atual nome da República de Gana. Gana foi adotada como o nome legal para a Costa do Ouro combinado com a Togolândia britânica após a conquista da autonomia em 6 de Março de 1957.

## História

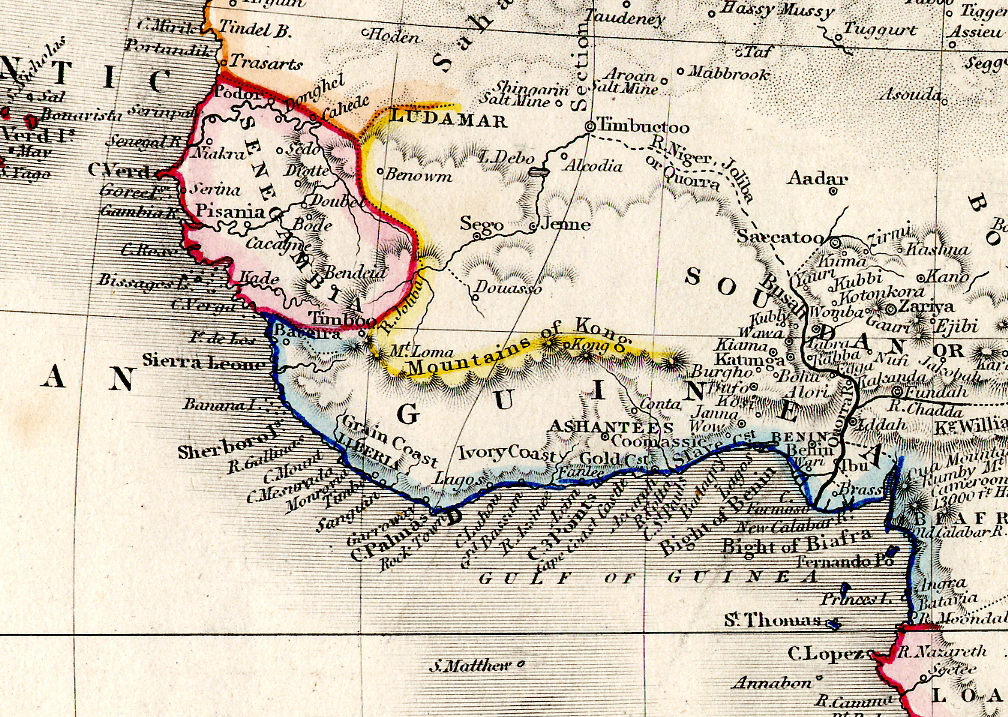
Um mapa de 1850 mostra o Reino Acã de Axante, na região da Guiné e regiões vizinhas na África Ocidental.

Há evidências arqueológicas mostrando que os seres humanos viveram no atual Gana desde a Idade do Bronze. No entanto, até o século XI, a maioria da área moderna do Gana foi em grande parte desocupado. Embora a área da atual Gana vem experimentando muitos movimentos populacionais, os principais grupos étnicos do Gana hoje foram firmemente estabelecidos por volta do século XVI.
Gana foi habitada na Idade Média e na Idade dos Descobrimentos por vários reinos antigos, predominantemente o povo Acã nos territórios da parte Sul e Central do país. Ao longo do território do país, os Acãs formaram diversos estados, como o Império Axante, o Akwamu, o Reino Bono, os Denquieras e o Reino de Mankessim. Embora a área do atual Gana, na África Ocidental, tenha passado por muitos movimentos populacionais, os Acãs foram firmemente colonizados por volta do século V. No início do século XI, os Acãs estavam firmemente estabelecidos no estado chamado Bonoman, que deu nome à região de Abrom-Aafo.
A partir do século XIII, os Acãs emergiram para criar vários estados, principalmente com base no comércio de ouro. Esses estados incluíam o Reino Bono (região de Brong-Ahafo), Axante (região de Axante), Denquieras (região norte ocidental), Reino de Mankessim (região central) e Akwamu (região oriental). No século XIX, o território da parte sul de Gana foi incluído no Reino de Axante, um dos estados mais influentes da África Subsaariana antes do início do colonialismo.
O governo do Império Axante operou primeiro como um estado descentralizado e, finalmente, como um reino centralizado com uma burocracia avançada e altamente concentrada na capital, Kumasi. Antes do contato dos Acãs com os europeus, o povo Acã criou uma economia avançada baseada principalmente em ouro e commodities em barras de ouro, então comercializadas com os demais estados da África.
Os primeiros reinos conhecidos a emergir no Gana moderno foram os estados Mole-Dagbani. O Mole-Dagomba teve sua origem, possivelmente, no Burquina Fasso sob um único líder, Naa Gbewaa. Com suas armas avançadas e baseados em uma autoridade central, eles facilmente invadiram e ocuparam as terras da população local governada pelos Tendamba (sacerdotes deuses da terra), estabeleceram-se como governantes sobre os locais e fizeram de Gambaga sua capital. A morte de Naa Gbewaa causou guerra civil entre seus filhos, alguns dos quais se separaram e fundaram estados separados, incluindo Dagbon , Mamprugu, Mossi, Nanumba e Wala.

### Contato europeu (século XV)
A história do Gana previamente ao último quarto do século XV deriva basicamente da tradição oral, que refere às migrações dos reinos antigos do Sael — atualmente a Mauritânia e Mali.
O comércio Acã com os estados europeus começou após o contato com os portugueses no século XV, que vieram para a região da Costa do Ouro nesta época para negócios. O Império Português acabou por estabelecer a Costa do Ouro portuguesa (Costa do Ouro), centrando-se na grande disponibilidade de ouro. Os portugueses construíram um pavilhão comercial em um assentamento costeiro chamado Anomansah, que eles rebatizaram de São Jorge da Mina (atual Elmina).

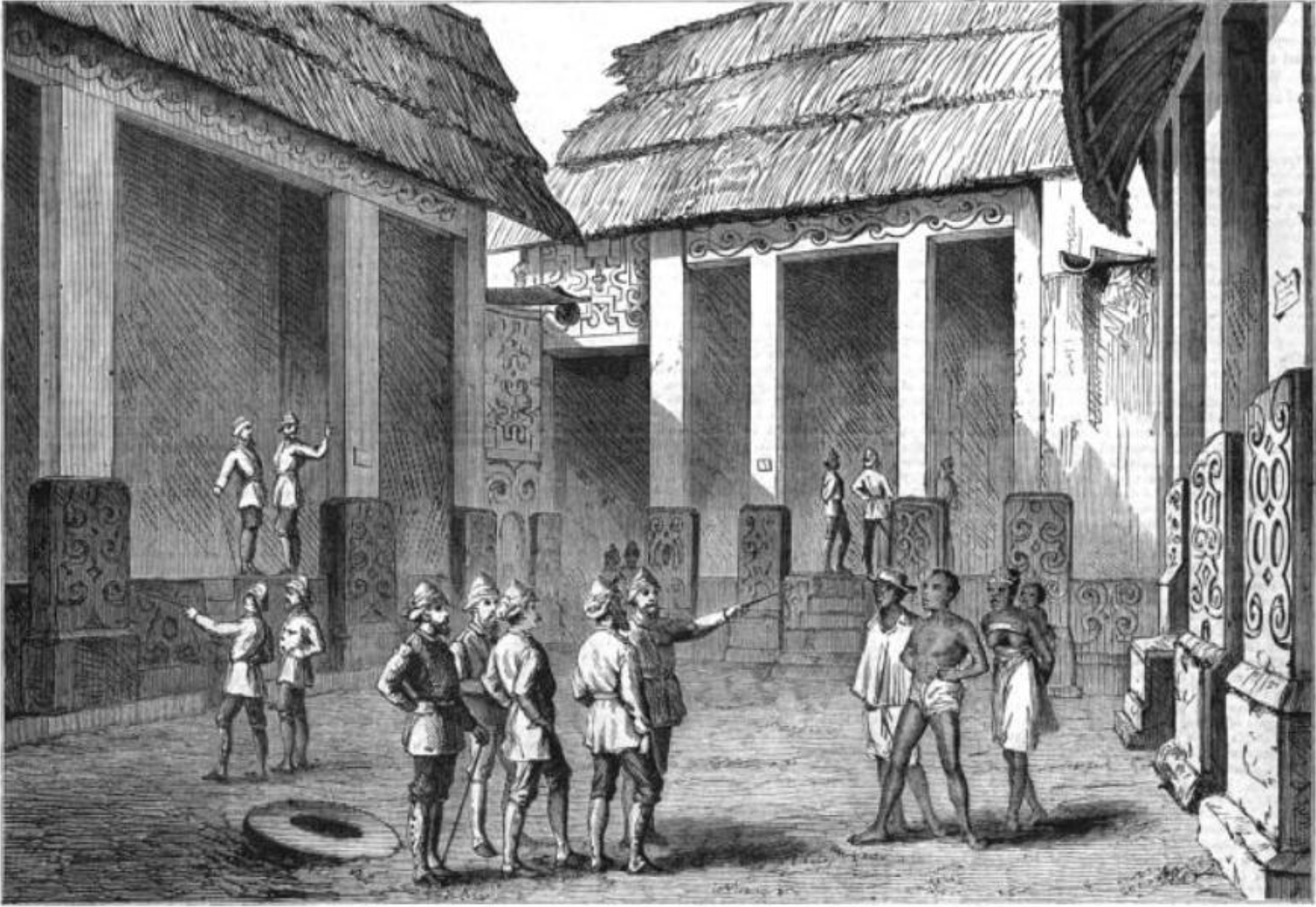
Tropas britânicas saqueando o palácio do chefe de Fomena em 1874, a caminho de Kumasi, durante as Guerras Anglo-Axantes.

Em 1481, o Rei João II de Portugal encomendou a Don Diogo d'Azambuja a construção do Castelo de São Jorge da Mina, que foi concluído em três anos. Em 1598, os holandeses se juntaram aos portugueses no comércio de ouro, estabelecendo a Costa do Ouro holandesa (Nederlandse Bezittingen ter Kuste van Guinea) e construindo fortes em Fort Komenda e Kormantsi. Em 1617, os holandeses invadiram o Castelo Olnini, pertencente aos portugueses, ocupando também o Forte de Santo António de Axim em 1642.
Outros comerciantes europeus aderiram ao comércio de ouro em meados do século XVII, principalmente os suecos, estabelecendo a Costa do Ouro Sueca (Svenska Guldkusten), e o Reino da Dinamarca e Noruega, estabelecendo a Costa do Ouro Dinamarquesa (Danske Guldkyst ou Dansk Guine). Os comerciantes portugueses, impressionados com os recursos de ouro na área, batizaram a região como Costa do Ouro ou Gold Coast. Também a partir do século XVII - além do comércio de ouro - comerciantes portugueses, holandeses, ingleses e franceses passaram a participar do comércio de escravos no Atlântico nesta área.
Mais de trinta fortes e castelos foram construídos pelos mercadores portugueses, suecos, dano-noruegueses, holandeses e alemães; sendo que os alemães estabeleceram a Costa do Ouro de Brandenburger (Brandenburger Gold Coast ou Groß Friedrichsburg). Em 1874, a Grã-Bretanha estabeleceu controle sobre algumas partes do país, atribuindo a essas áreas o status de British Gold Coast. Muitos combates militares ocorreram entre as potências coloniais britânicas e os vários estados-nação Acãs existentes no território. Por algumas vezes, o Reino Acã de Axante derrotou os britânicos em batalhas das Guerras Anglo-Axantes, mas eventualmente perdeu e foi dominado pelo Império Britânico na Guerra do Banco Dourado no início do século XX.
Em 1957, Gana conquistou sua independência com o lema: "É melhor ser independente para governar sozinho, bem ou mal, do que ser governados pelos outros". O país foi renomeado para Gana devido às indicações que os atuais habitantes descendem de povos que se movimentaram para o sul do Império do Gana. Um dos aspectos mais interessantes da história do Gana é o retorno de libertos afro-brasileiros, formando uma comunidade chamada Tabom, que inicialmente estabeleceu-se na capital Acra, no bairro de Jamestown.

### República de Gana (1961-presente)
Em 1966, Nkrumah foi derrubado por um golpe de estado e, a partir daí, o país entrou num período de instabilidade e mudança política, que terminou com um segundo golpe de estado em 31 de dezembro de 1981  liderado pelos " Tenentes Coronéis da Força Aérea", comandados por Jerry Rawlings.
Após chegar ao poder, Rawlings ordenou a elaboração de uma nova Constituição em 1992 , que incorporou o forma de governo ao governo.
Em 1992, ele convocou eleições nas quais Rawlings saiu vitorioso até 2000, quando a oposição venceu. 
Em 2009, John Atta Mills foi empossado presidente de Gana por uma margem de quase 40.000 votos (0,46%) entre seu partido, o Congresso Nacional Democrático, e o Novo Partido Patriótico. Esta foi a segunda vez que o poder foi transferido de um líder legitimamente eleito para outro, reconhecendo assim o status de Gana como uma democracia estável. Em 2011, John Atta Mills venceu o congresso do NDC quando enfrentou Nana Konadu Agyeman Rawlings pelo Congresso Nacional Democrata. Ele venceu por 2.771 votos, o que representa 96,9% do total de votos expressos. Em 24 de julho de 2012, John Atta Mills morreu inesperadamente em Acra. John Dramani Mahama, o vice-presidente, foi empossado como seu substituto. Mahama venceu as eleições em 7 de dezembro de 2012 e foi novamente empossado em janeiro de 2013. Em setembro de 2024, a Comissão Eleitoral (CE) do Gana aprovou uma lista de 13 candidatos presidenciais para as eleições a serem realizadas em dezembro de 2024.

## Geografia

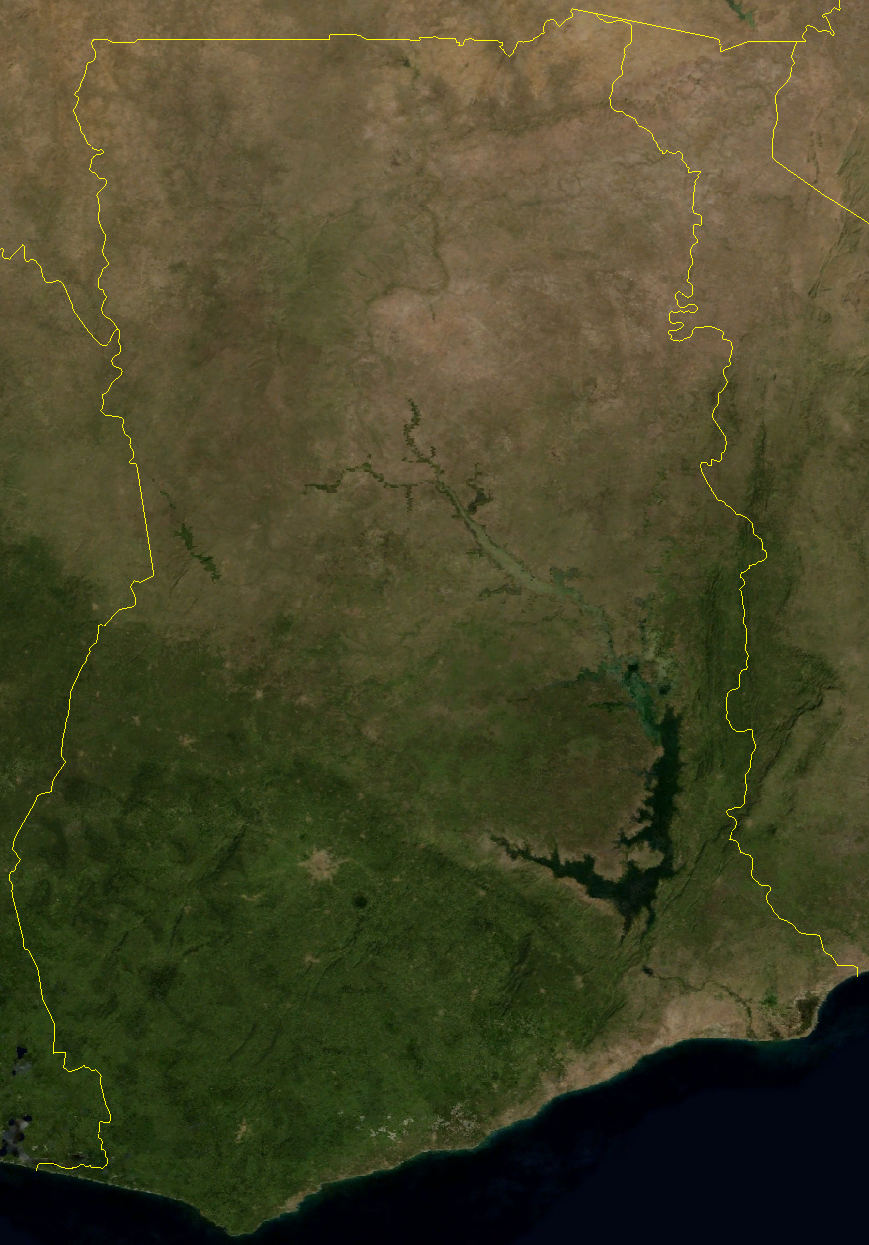
Gana vista por meio de imagem de satélite.

Gana está localizado na África Ocidental, no Golfo da Guiné, apenas a alguns graus ao norte da Linha do Equador. O país abrange uma área de 238 535 km² e tem uma costa atlântica que se estende por 560 quilômetros no Golfo da Guiné e no Oceano Atlântico ao sul. Situa-se entre as latitudes 4°45'N e 11°N e as longitudes 1°15'E e 3°15'W. O meridiano primário passa por Gana, especificamente pela cidade portuária industrial de Tema. O Gana está geograficamente mais próximo do centro das coordenadas geográficas da Terra do que qualquer outro país; mesmo que o centro nocional esteja localizado no Oceano Atlântico a aproximadamente 614 quilômetros de sua costa sudeste.
Pradarias misturadas com matagais e florestas costeiras dominam o sul de Gana, com a floresta se estendendo para o norte da costa sudoeste do país, no Golfo da Guiné e no Oceano Atlântico 320 quilômetros, indo para o leste a vários locais de mineração industrial e madeira. Gana abriga cinco ecorregiões terrestres: florestas da Guiné Oriental, mosaico de selva e savana guineense, savana do Sudão Ocidental, manguezais da África Central e manguezais guineenses. No Índice de integridade da Paisagem Florestal, a pontuação média do país foi de 4,53/10, classificando-o globalmente na posição 112º entre 172 países.
Gana abrange planícies, cachoeiras, colinas baixas e rios. As ilhas Dodi e Bobowasi na costa sul do Oceano Atlântico. O rio Volta Branco e seu afluente, o Volta Negro, fluem para o sul até o Lago Volta, o terceiro maior reservatório do mundo em volume e maior em área de superfície, formado pela hidrelétrica Akosombo, concluída em 1965.
A parte mais ao norte de Gana é conhecida como Pulmakong, e a parte mais ao sul de Gana é chamada de Cabo Três Pontos.

### Ecologia
O Lago Volta é o 23º maior lago do mundo, mas também forma o maior reservatório do mundo, com uma superfície de 8.502 km².  Para este fim, foi construída a Barragem de Akosombo na parte sul do lago, onde dois rios se encontram: o Volta Branco e o Volta Negro, que daí formam um único rio.  Esta construção teve grandes problemas ambientais, embora gere grande parte da energia para o Togo e o Benim.

### Fauna e flora
Gana tem uma grande diversidade em termos de fauna e flora. Os animais mais típicos que podem ser encontrados são leopardos, elefantes, antílopes, búfalos, leões, além de aves e borboletas típicas do clima tropical.

### Clima
Na maior parte do país o clima é tropical, úmido ou seco, dependendo da época do ano, além disso, a temperatura varia conforme a estação e a altitude.  Geralmente, as temperaturas mais baixas ocorrem em agosto e as mais altas em março.  Entre dezembro e março sopra do nordeste o harmatão, um vento seco de origem desértica, o que significa uma redução da humidade e dias quentes e noites frias no norte; Esse vento também pode ser sentido em janeiro no sul do país.
O principal fator climático é a chuva. Esta estação corresponde aos meses de verão na Europa, de abril a setembro, atingindo seu pico em junho e julho. 
| Parâmetros climáticos médios de Acra | Parâmetros climáticos médios de Acra | Parâmetros climáticos médios de Acra | Parâmetros climáticos médios de Acra | Parâmetros climáticos médios de Acra | Parâmetros climáticos médios de Acra | Parâmetros climáticos médios de Acra | Parâmetros climáticos médios de Acra | Parâmetros climáticos médios de Acra | Parâmetros climáticos médios de Acra | Parâmetros climáticos médios de Acra | Parâmetros climáticos médios de Acra | Parâmetros climáticos médios de Acra | Parâmetros climáticos médios de Acra |
| Mês                                  | Janeiro.                             | Fev.                                 | Mar.                                 | Abr.                                 | Maio.                                | Junho.                               | Julho.                               | Agosto                               | Setembro                             | Outubro                              | Novembro                             | Dez.                                 | Anual                                |
| ------------------------------------ | ------------------------------------ | ------------------------------------ | ------------------------------------ | ------------------------------------ | ------------------------------------ | ------------------------------------ | ------------------------------------ | ------------------------------------ | ------------------------------------ | ------------------------------------ | ------------------------------------ | ------------------------------------ | ------------------------------------ |
| Temperatura. máx. média (°C)         | 32                                   | 32                                   | 32                                   | 32                                   | 31                                   | 29                                   | 27                                   | 27                                   | 29                                   | 30                                   | 31                                   | 31                                   | 30.3                                 |
| Temperatura. mínimo média (°C)       | 23                                   | 23                                   | 24                                   | 24                                   | 23                                   | 23                                   | 22                                   | 21                                   | 22                                   | 22                                   | 23                                   | 23                                   | 22,8                                 |
| Precipitação total (mm)              | 16                                   | 37                                   | 73                                   | 82                                   | 145                                  | 193                                  | 49                                   | 16                                   | 40                                   | 80                                   | 38                                   | 18                                   | 787                                  |
| Horas de sol                         | 207                                  | 219                                  | 216                                  | 213                                  | 204                                  | 144                                  | 138                                  | 150                                  | 171                                  | 213                                  | 240                                  | 228                                  | 2343                                 |
| Humidade relativa (%)                | 79                                   | 77                                   | 77                                   | 80                                   | 82                                   | 85                                   | 85                                   | 83                                   | 82                                   | 83                                   | 80                                   | 79                                   | 81                                   |
| [carece de fontes?]                  |                                      |                                      |                                      |                                      |                                      |                                      |                                      |                                      |                                      |                                      |                                      |                                      |                                      |

## Demografia
Gana tem uma população de cerca de 25 milhões de pessoas em 2010. O primeiro censo da população pós-independência, em 1960, contou cerca de 6,7 milhões de habitantes. O nativo e maior grupo étnico são os acãs. 45% da população é acã (que inclui o fântis, aquiéns, axantes, Kwahu, acuapins, zemas, bonos, acuamus, Ahanta e outros). Cerca de 28 milhões acãs ou seus descendentes estão vivendo fora do Gana.
Gana é atualmente habitada por 52 etnias. O país não viveu grandes conflitos étnicos que criaram guerras civis em muitos outros países africanos. A língua oficial é o Inglês, no entanto, a maioria dos ganenses também falam pelo menos uma língua local.

### Cidades mais populosas
Essa é a lista das 10 cidades mais populosas de Gana. Os dados podem não estar atualizados, pois esses números são de 2007. A lista segue a seguinte estrutura: Posição - Cidade: Número de Habitantes
- 1° - Acra: 2 096 653
- 2° - Kumasi: 1 604 909
- 3° - Tamale: 390 730
- 4° - Takoradi: 260 651
- 5° - Ashaiman: 228 059
- 6° - Tema: 161 106
- 7° - Teshie: 154 513
- 8° - Cape Coast: 154 204
- 9° - Sekondi: 149 935
- 10° - Obuasi: 147 613

## Política

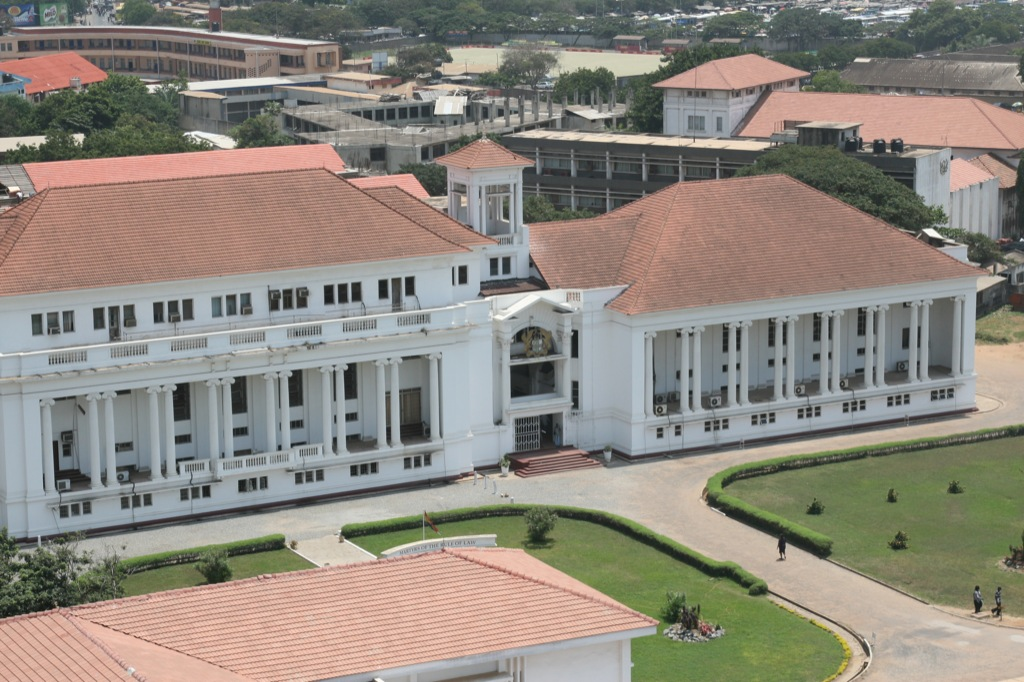
Suprema Corte do Gana.

Gana tornou-se o primeiro país da África a conquistar a independência da Grã-Bretanha em 6 de março de 1957. Desde então, houve diferentes fases da democracia e golpes militares. Desde 7 de janeiro de 1993, a quarta república, até agora classificada como estável, existe sob a forma de uma república presidencial na Commonwealth e com um parlamento unicameral. Desde as eleições de 2012, o número de assentos parlamentares aumentou de 230 para 275. O Poder Judiciário é estritamente separado dos outros dois poderes. A votação majoritária dá preferência aos dois principais partidos do país, que têm quase todos os assentos no parlamento e nas representações regionais. Embora Gana seja membro da Comunidade de Nações, o país está organizado como uma república presidencial.
O Parlamento e o Presidente são eleitos diretamente pelo povo para um mandato de quatro anos. O presidente, que é ainda o chefe de estado e o comandante das forças armadas, escolhe um Conselho de Ministros, sujeito à aprovação do Parlamento. A sede do governo é o Castelo de Osu, um antigo castelo de escravos, na costa litorânea da capital nacional, Acra.
A Constituição de Gana garante à população, além de direitos humanos abrangentes, a liberdade de reunir e formar partidos e sindicatos. Um grande número de partidos, que de acordo com a constituição não têm interesses nacionais e locais ou interesses de grupos étnicos individuais, foram fundados no passado. Atualmente, dez partidos estão registrados. Dezesseis sindicatos em Gana estão agrupados no Trades Union Congress of Ghana (TUC).
O Gana está dividido em dez regiões, cada uma com sua própria jurisdição, governo regional e administração. Essas regiões são divididas em 138 distritos menores, que contribuem para a distribuição de energia no país por meio de unidades administrativas locais e também podem levar em consideração melhor a grande amplitude étnica da população em pequenas unidades. A Câmara dos Chefes é responsável pela legislação regional. Os chamados "chefes" representam sua respectiva linhagem análoga ao sistema organizacional do império pré-colonial de Axânti. Esses chefes têm muito poder localmente e atuam como mediadores. O papel dos chefes está consagrado na constituição de 1992.
No Índice de Democracia de 2016, da revista britânica The Economist, Gana ocupa a 54ª posição entre 167 países e é considerada uma "democracia defeituosa". No relatório de país da Freedom in the World 2017, da organização não governamental norte-americana Freedom House, o sistema político do país é classificado como "livre". O país é um dos mais livres da África.

## Subdivisões
As principais subdivisões do Gana denominam-se regiões (regions, em inglês):
- Alto Oriental
- Alto Ocidental
- Região Norte
- Brong-Ahafo
- Região do Volta
- Axânti
- Região Oriental
- Região Ocidental
- Central
- Grande Acra

## Economia

Principais produtos de exportação de Gana em 2019.

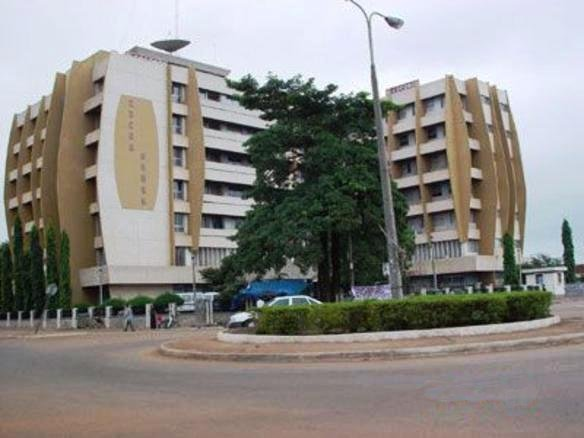
Casa do Cacau, em Sunyani.

A economia é baseada na extração de recursos naturais. Os principais itens exportados são o ouro, madeira e cacau. A moeda do Gana é o Cedi.
A agricultura faz do Gana um dos países mais ricos da África tropical. A atividade agrícola contribui com mais da metade do produto interno bruto. O principal produto é o cacau e o abacaxi que responde pela maior parte das exportações. O governo controla a exportação de cacau pela compra de toda a produção a preços muito inferiores do mercado internacional, mas muitos produtores exportam o produto de forma ilegal. Este país também exporta, em menores quantidades, café e banana. Outros cultivos menos importantes são, no norte, batata e mandioca e, no sul, alguns cereais como milho, sorgo e arroz. O gado só é explorado no norte e na região de Accra, onde predominam os rebanhos caprinos e ovinos. A pesca, apesar de pouco desenvolvida, é suficiente para abastecer o mercado interno, sobretudo o consumo de pescado seco.
Juntamente com a agricultura, a mineração é uma das principais atividades econômicas. País rico em recursos minerais, Gana explora ouro, diamantes, manganês e bauxita. Também possui petróleo, embora em pequena quantidade. A energia elétrica é obtida quase totalmente em centrais hidrelétricas, sobretudo na represa de Akosombo, no Rio Volta.
Concentrada na fabricação de alimentos, bebidas, cigarros e produtos químicos, farmacêuticos e metalúrgicos, a indústria absorve cerca da quinta parte da mão de obra ganesa. A indústria madeireira também tem certa importância, mas carece de infraestrutura quanto ao transporte e maquinaria.

## Infraestrutura

### Educação
A educação e todas as atividades educacionais no país são reguladas pelo Ministério da Educação de Gana. Desde a independência de Gana, a oferta educativa do país vem se expandindo continuamente. Na educação, o governo ganês investiu cerca de 7% do total de gastos do governo entre 1992 e 2002. Já desde 1957, há uma escolaridade obrigatória geral de nove anos, que começa aos seis anos de idade. No ano da independência, apenas cerca de 450 mil alunos do ensino fundamental foram admitidos nas escolas, sendo que nos dias atuais a educação escolar atinge quase todas as localidades.
O sistema educacional foi desde o início as estruturas do antigo poder colonial da Grã-Bretanha entreaberta. Foi apenas em 1986, durante a presidência de Jerry Rawlings, que o sistema foi alterado. O ensino obrigatório consiste em um ensino primário de seis anos, seguido de um ensino de três anos no ensino secundário. Somente com a conclusão bem sucedida da Escola Secundária Júnior, um aluno pode iniciar o ensino secundário na Escola Secundária Sênior, que dura mais três anos, com o Exame de Certificado Secundário Sênior da África Ocidental (WASSCE). Alternativamente, um aluno pode participar de uma escola tecnicamente orientada, cujo grau equivale ao ensino técnico. Isso permite que um estudante obtenha a qualificação de entrada na universidade após 12 anos de estudo primário e secundário.
Especialmente no norte e nas cidades maiores, as escolas do Alcorão prevalecem entre a parte islâmica da população. Também é oferecido ensino à distância para graduados do ensino médio que, devido a circunstâncias pessoais ou práticas, não podem comparecer regularmente ao ensino superior presencial. universitárias.
Em 2015, a taxa de alfabetização da população adulta era de 76,6%. Entre os homens, a taxa de alfabetização registrada era de 82%, e entre as mulheres a alfabetização correspondia a 71,4%.

### Saúde
Os cuidados de saúde são baseados em dois pilares. Por um lado, as organizações estatais e internacionais de saúde estão tentando organizar melhores condições para a saúde pública. Por outro lado, a medicina tradicional desempenha um papel importante. A mortalidade infantil está em declínio, o cuidado materno está melhorando e o número de vacinas já atingiu 80% da população. No setor da saúde, o governo ganês investiu cerca de 7% do total de gastos do governo entre 1992 e 2002.
Até a década de 1980, o sistema de saúde teve pouco impacto nas questões políticas e econômicas na política. Um repensar da política, bem como um forte uso da ajuda internacional, força a situação da saúde a estar melhorando.
| Ano  | Esperança de vida em anos | Ano  | Esperança de vida em anos |
| ---- | ------------------------- | ---- | ------------------------- |
| 1960 | 45,8                      | 1990 | 56,8                      |
| 1965 | 47,8                      | 1995 | 57,5                      |
| 1970 | 49,3                      | 2000 | 57,0                      |
| 1975 | 50,8                      | 2005 | 58,7                      |
| 1980 | 52,3                      | 2010 | 60,6                      |
| 1985 | 54,1                      | 2015 | 62,4                      |

Além dos requisitos médicos habituais, o Gana também tem de lidar com o problema das doenças tropicais. A malária, a cólera, a febre tifóide, a tuberculose, a febre amarela, a hepatite A e a hepatite B são algumas das doenças mais comuns. Também a esquistossomose e poliomielite são um grande problema. O antigo verme da Guiné (dracunculiasi, também chamado de medina worm), no entanto, parece não servir mais de ameaça à população hoje. Em 1974, cerca de 75% de todas as doenças estavam relacionadas diretamente com a água impura. A malária é uma das principais causas de morte no país. Cerca de 40% das internações são causadas pela malária. A malária representa uma quarta parte de todas as mortes na mortalidade infantil.
O vírus da imunodeficiência humana (HIV) também é um caso constante na saúde pública no país. Cerca de 260 000 pessoas viviam com HIV em 2016 no país, o que corresponde a 1,6% do total da população.

## Cultura

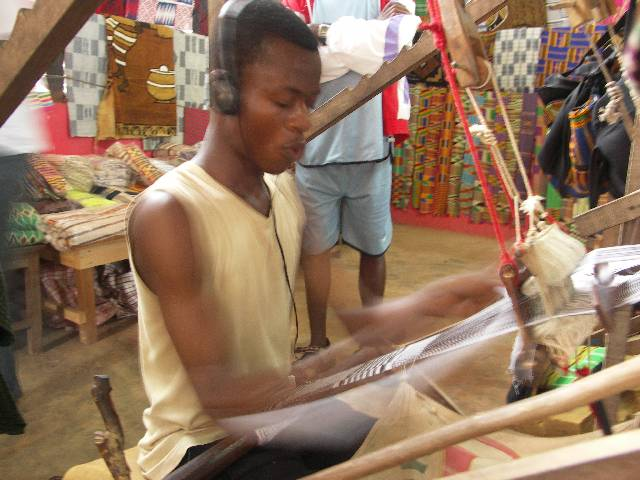
Um homem produz o kente, utilizando uma ferramenta tradicional na vila de Bonwire, na região de Axante.

Talvez a mais visível (e vendável) contribuição cultural de Gana seja o tecido conhecido como kente, que é amplamente reconhecido por suas cores e simbolismo. O kente é feito por habilidosos tecelões ganenses, e os principais centros de tecelagem situam-se em volta da cidade de Cumasi (Bonwire é conhecida como a terra do kente, apesar de algumas áreas da região do rio Volta também reclamarem o título).
Ali se encontram vários tecelões produzindo longas peças de kente. Estas peças podem ser costuradas juntas para formarem os grandes turbantes que são usados por alguns ganenses (especialmente chefes) e são comprados por turistas em Acra e Cumasi.
Após a independência, a música de Gana floresceu, particularmente um estilo dançante chamado high life, que é muito tocado nos bares e clubes do país. Muitos ganenses são adeptos da percussão, e não é incomum escutarem-se tambores sendo tocados em eventos sociais.

### Vestimentas tradicionais
Juntamente com o tecido Adinkra, os ganenses usam muitos tecidos diferentes para seus trajes tradicionais. Os diferentes grupos étnicos têm seus próprios tecidos, de forma individual. O mais conhecido é o pano kente. O kente é um traje e roupa nacional ganês muito importante e esses panos são usados para fazer trajes tradicionais.
Símbolos diferentes e cores diferentes significam coisas diferentes. O kente é a mais famosa de todas as vestimentas ganesas. Trata-se de um tecido cerimonial feito à mão em um tear de pedal horizontal, junto com tiras que medem cerca de 10 centímetros de largura e são costuradas em pedaços maiores de roupas. Os panos vêm em várias cores, tamanhos e desenhos e são usados em ocasiões sociais e religiosas muito importantes.
Em um contexto cultural, o kente é mais importante do que apenas um pano e é uma representação visual da história e também uma forma de linguagem escrita através da tecelagem. O termo kente tem suas raízes na palavra Akan kɛntɛn, que significa "cesta", pois os primeiros tecelões usavam fibras de ráfia para tecer tecidos que pareciam kenten (uma cesta). Assim, estes tecidos são referidos como kenten ntoma, ou seja, pano de cesto. O nome Akan original do tecido era nsaduaso ou nwontoma, significando "um tecido feito à mão em um tear"; no entanto, "kente" é o termo mais usado atualmente.

### Esportes
Em Gana, o setor desportivo tem suas atividades organizadas pelo Comitê Olímpico do país, fundado em 1952 e reconhecido pelo Comitê Olímpico Internacional (COI) no mesmo ano. Depois de participar dos Jogos Olímpicos de Verão de 1952 como Costa do Ouro, Gana voltaria como país olímpico em 1960, só se ausentando desde então dos jogos de 1976 em protesto contra a participação da África do Sul, e 1980 aderindo ao boicote norte-americano. Na história das Olimpíadas, até o momento os atletas ganeses ganharam uma medalha de prata e quatro de bronze, fora um bronze da seleção de futebol em 1992 todos no boxe (nos jogos de 1960, 1964, Jogos Olímpicos de Verão de 1972 e 2020).
O esporte nacional é o futebol, que é regulamentado pela Associação Ganesa de Futebol (GFA), fundada em 1957. A seleção de futebol do Gana foi quatro vezes campeã da Copa Africana de Nações, e esteve presente em quatro edições da Copa do Mundo de Futebol, estreando na Copa de 2006 e só se ausentando da Copa de 2018 desde então, com seu melhor desempenho sendo na Copa de 2010, chegando às quartas-de-final. Em 2009, o país venceu a Copa do Mundo FIFA Sub-20 com uma vitória sob a seleção do Brasil. Gana recebeu a Copa Africana das Nações de 20 de janeiro de 2008 a 10 de fevereiro de 2008, quando terminaram em terceiro lugar.

### Funerais
Há uma cultura ganesa de funerais com carregadores de caixão dançarinos, que tem o objetivo de celebrar a vida, não a morte, com opções de enterros "solene ou espetáculo". Vídeos com este conteúdo viralizaram em 2020.

### Feriados
| Data           | Nome em português       |
| -------------- | ----------------------- |
| 1º de janeiro  | Ano Novo                |
| 6 de março     | Dia da Independência    |
| 22 de abril    | Sexta-feira Santa       |
| 25 de abril    | Segunda-feira de Páscoa |
| 2 de maio      | Dia do Trabalho         |
| 25 de maio     | Dia da África           |
| 1º de julho    | Dia da República        |
| 31 de agosto   | Fim do Ramadã           |
| 21 de setembro | Dia da Fundação         |
| 7 de novembro  | Festa do Cordeiro       |
| 2 de dezembro  | Dia do Agricultor       |
| 25 de dezembro | Natal                   |
| 27 de dezembro | Dia da Família          |

## Religião
De acordo com o censo governamental de 2021, aproximadamente 71% da população é cristã, 20% muçulmana, 3% adere a crenças religiosas indígenas ou animistas e 6% pertencem a outros grupos religiosos ou não têm crenças religiosas. Grupos religiosos menores incluem bahá’ís, budistas, judeus, hindus e seguidores do xintoísmo, Eckankar e rastafarianismo.
De acordo com os dados do censo, as denominações cristãs incluem pentecostais/carismáticos (44% dos cristãos), outros protestantes (24%), católicos romanos (14%) e outros (18%). As denominações protestantes incluem Igreja Metodista Episcopal Africana Sião, Anglicana, Batista, Presbiteriana Evangélica, Luterana, Metodista, Presbiteriana e Adventista do Sétimo Dia. Outras denominações cristãs incluem Igreja do Tabernáculo da Fé Africana, Igreja de Cristo, Igreja de Jesus Cristo dos Santos dos Últimos Dias, Igreja Universal e Triunfante, Testemunhas de Jeová, Kristo Asafo, Igreja Musama Disco Christo, Igreja dos Doze Apóstolos, Menonita, Ortodoxa Oriental, Igrejas Africanas Independentes, a Sociedade de Amigos e vários grupos cristãos não denominacionais.
As comunidades muçulmanas incluem sunitas, ahmadiyya, xiitas e sufis (ordens Tijaniyyah e Qadiriyya).
Muitos indivíduos que se identificam como cristãos ou muçulmanos também praticam alguns aspectos das crenças indígenas. Existem grupos sincréticos que combinam elementos do Cristianismo ou do Islã com crenças tradicionais. Zetahil, um sistema de crenças exclusivo do país, combina elementos do Cristianismo e do Islã.
Não existe uma ligação significativa entre etnia e religião, mas a geografia está frequentemente associada à identidade religiosa. Os cristãos residem em todo o país; a maioria dos muçulmanos reside nos centros urbanos de Accra, Kumasi e Sekondi-Takoradi e nas regiões do norte. A maioria dos seguidores das crenças religiosas tradicionais reside em áreas rurais.